# ماریا مادالینا بالداچی
ماریا مادالینا بالداچی (به انگلیسی: Maria Maddalena Baldacci) نقاش ایتالیایی قرن ۱۸ میلادی بود و در فلورانس به دنیا آمد.
او چهره‌نگاری مینیاتور و نقاشی‌های با مداد شمعی انجام میداد مانند پرتره ماریا ترزا ملکه اتریش.